# South Kensington (metropolitana di Londra)
South Kensington è una stazione della metropolitana di Londra, servita dalle linee Circle, District e Piccadilly. È composta da due parti distinte: le piattaforme della linea poco sotto il livello stradale, aperte congiuntamente nel 1868 dalla Metropolitan Railway (MR) e dalla District Railway (DR), e dalle piattaforme di profondità aperte nel 1906 dalla Great Northern, Piccadilly and Brompton Railway (GNP&BR).

## Storia

### Linee di sub-superficie
La stazione entrò in funzione il 24 dicembre 1868. La Metropolitan Railway aveva aperto un'estensione da Paddington (Pread Street) (in seguito semplicemente "Paddington") fino a Gloucester Road il 1º ottobre 1868 e aprì un collegamento fino a South Kensington per collegarsi alla District Railway quando la DR aprì la prima sezione della sua linea fino alla stazione di Westminster.
La stazione originale, progettata da Sir John Fowler, aveva due piattaforme, ma era previsto che ci sarebbe stata un'espansione in vista dell'ampliamento dei servizi della DR.

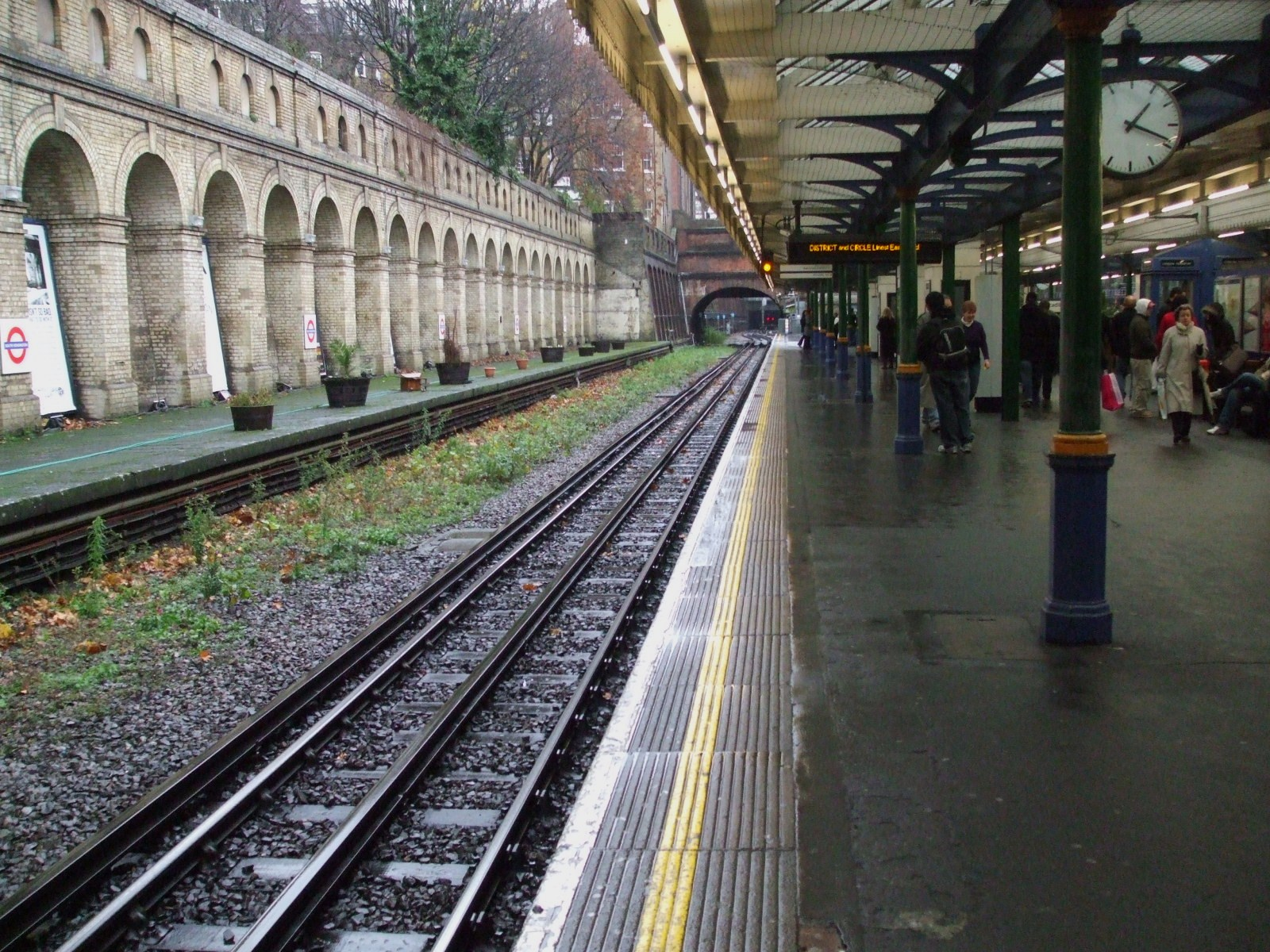
Piattaforma 2 delle linee District e Circle line in direzione est. È visibile la piattaforma inutilizzata sulla sinistra.

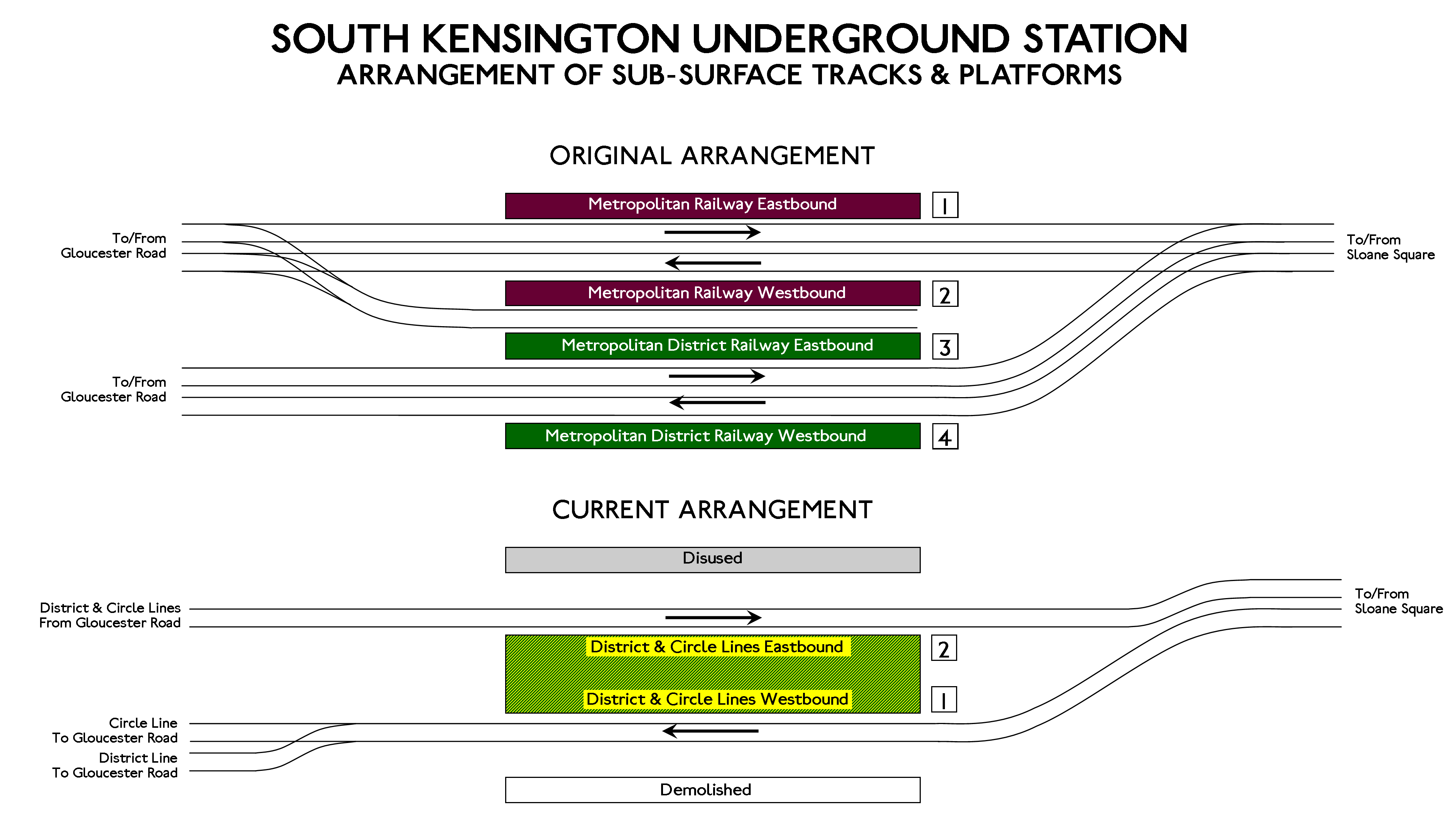
Diagramma della disposizione delle piattaforme, originale e attuale, che mostra i cambi nella numerazione e nella posizione dei binari.

Il 1º agosto 1870 la DR aprì dei binari aggiuntivi tra Gloucester Road e South Kensington. Il 10 luglio 1871, la DR aprì la sua stazione a South Kensington. La stazione ingrandita aveva due piattaforme passanti per ciascuna compagnia e un binario di testa per i treni della MR provenienti da ovest che terminavano la corsa nella stazione. Il collegamento fra i binari delle due compagnie fu spostato dal lato ovest della stazione a quello est.
Il 4 maggio 1885 la DR aprì un sottopassaggio pedonale che, partendo dalla stazione, correva sotto Exhibition Road, fornendo un accesso coperto al Museo della scienza, al Victoria and Albert Museum e al Museo di storia naturale, dietro il pagamento di un pedaggio di 1 penny. Il sottopassaggio fu chiuso il 10 novembre 1886 e in seguito aperto solo occasionalmente per eventi speciali in uno dei musei. Nel 1890 la South Kensington and Paddington Subway (SK&PS), una compagnia ferroviaria che progettava di costruire un collegamento diretto fra South Kensington e Paddington, offrì di acquistare il sottopassaggio per utilizzarlo come prima sezione del suo tunnel. Con la sua larghezza di 18 piedi (5,48 mt.) e altezza di 11 piedi (3,35 mt.) il tunnel avrebbe potuto ospitare agevolmente due binari, ma il progetto della SK&PS di scavare una trincea ferroviaria attraverso Hyde Park suscitò una forte opposizione e il piano fu abbandonato nel 1891. La DR continuò ad aprire il sottopassaggio occasionalmente, con il pagamento del pedaggio, fino al 1908, quando fu aperto in via permanente e gratuitamente.
Nel 1907 fu aperto l'ingresso attuale della stazione, su progetto di George Sherrin.
Nel 1949, il servizio Inner Circle operato dalla linea Metropolitan ebbe una sua identità separata, divenendo l'attuale Linea Circle.
Nel giugno 1957, il binario di testa cessò di essere utilizzato e in seguito lo spazio che occupava in precedenza fu riempito per collegare le due piattaforme a isola creando un'ampia piattaforma centrale. La piattaforma in direzione est della MR (n. 1) e quella in direzione ovest della DR (n. 4) furono abbandonate rispettivamente nel gennaio 1966 e nel marzo 1969. Anche i binari per queste piattaforme furono rimossi e la piattaforma 4 fu in seguito demolita nei primi anni settanta per consentire l'installazione della scale mobili per l'accesso alle piattaforme della linea Piccadilly. La piattaforma a isola centrale ora serve sia la linea District sia la Circle in entrambe le direzioni. In seguito alla chiusura delle piattaforme 1 e 4, la precedente n. 3 cambiò numero e divenne la n. 1. Con l'attuale disposizione dei binari i treni corrono in direzioni opposte rispetto allo schema originale.
La galleria di ingresso della stazione e i relativi negozi, i muri in mattoni di sostegno delle piattaforme del 1868 e il tunnel pedonale sotto Exhibition Road sono monumenti classificati di grado II.

### Linee di profondità

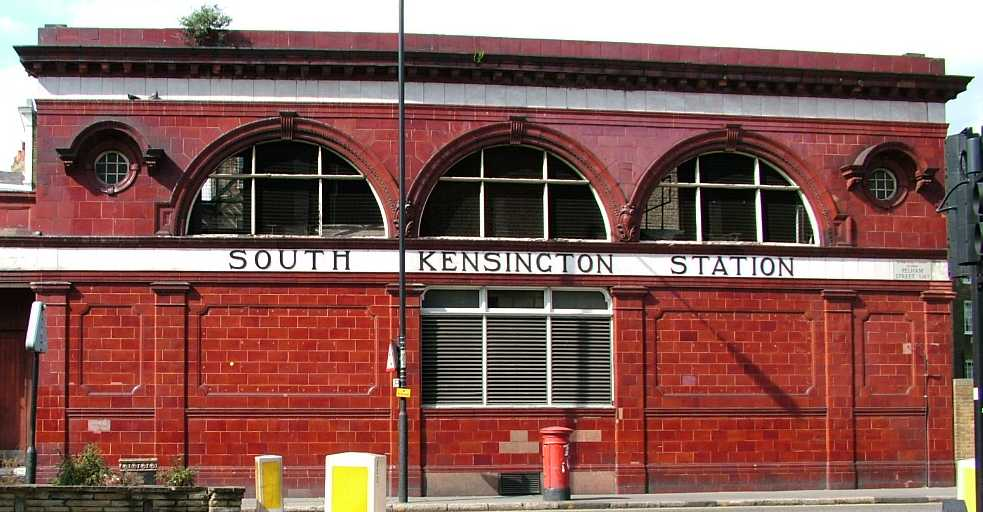
Ex edificio della stazione di South Kensington della linea Piccadilly

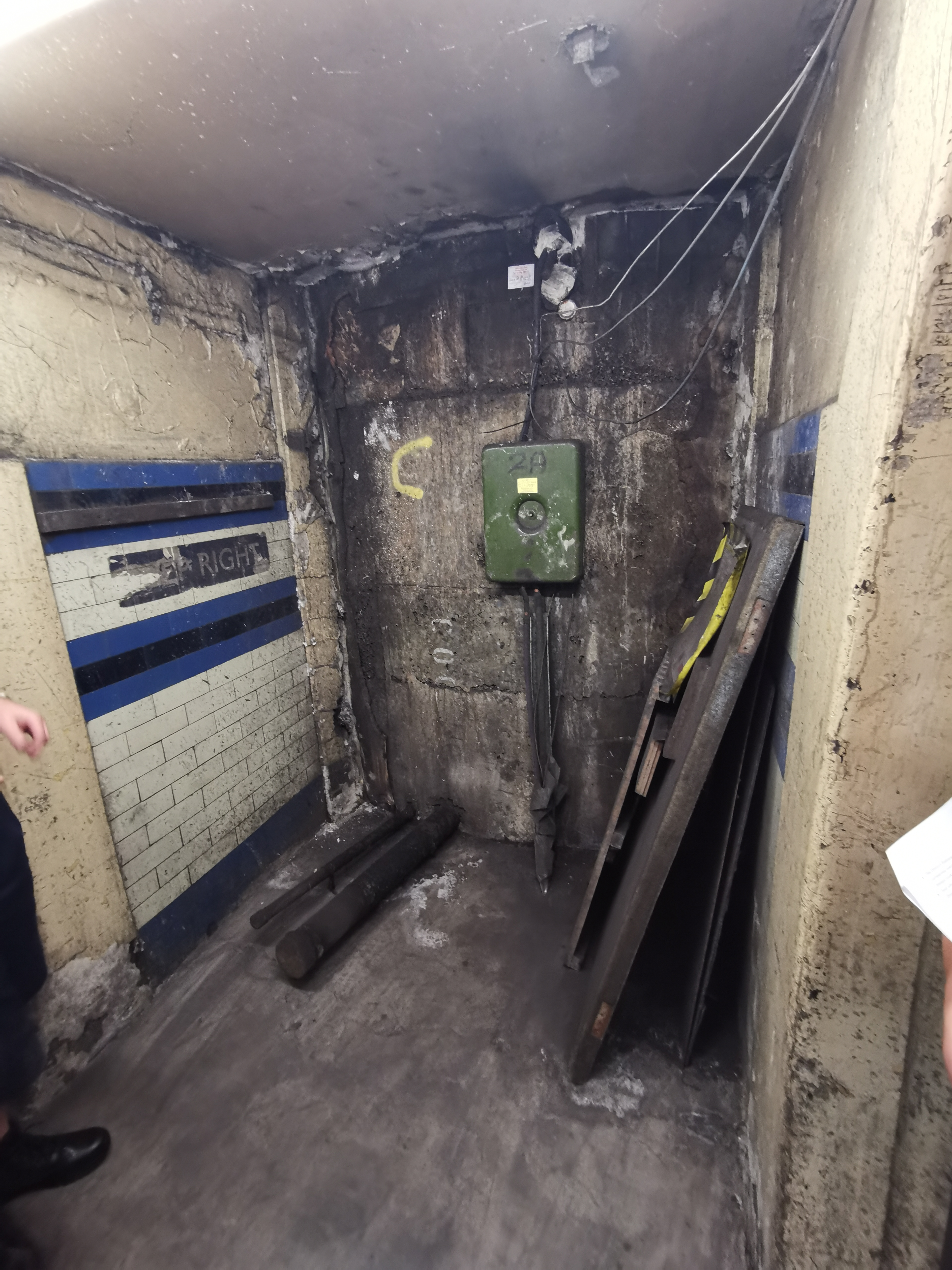
Accesso abbandonato all'ascensore per la stazione di profondità

Agli inizi del ventesimo secolo, la DR era stata estesa in direzione ovest fino a Richmond, Ealing Broadway, Hounslow West e Wimbledon e in direzione est fino a New Cross Gate. La sezione meridionale dell'Inner Circle soffriva di una notevole congestione fra South Kensington e Mansion House; su questo tratto di linea la DR gestiva una media di 20 treni per ora, e anche di più in orario di punta. Per alleviare la congestione, la DR progettò una linea espresso di profondità che si sarebbe diramata dai binari di sub-superficie a ovest di Gloucester Road, correndo all'incirca 18-20 metri sotto la linea esistente, fino a Mansion House, con una sola stazione intermedia a Charing Cross (ora Embankment). L'autorizzazione del Parlamento fu ottenuta nel 1897, ma i lavori non vennero iniziati.
Nel 1898 la DR rilevò la Brompton and Piccadilly Circus Railway (B&PCR), che aveva in progetto una linea che andasse da South Kensington a Piccadilly Circus. Il tracciato fu modificato per collegarsi con la progettata linea di profondità a South Kensington. In seguito all'acquisizione della DR da parte della Underground Electric Railways Company of London (UERL) nel 1902, questi due progetti furono fusi con un terzo, proposto dalla Great Northern and Strand Railway (GN&SR). La linea così composta fu denominata Great Northern, Piccadilly & Brompton Railway (GNP&BR), oggi la linea Piccadilly.
Le piattaforme di profondità a South Kensington sulla GNP&BR furono aperte il 15 dicembre 1906 e sono posizionate l'una sopra l'altra; la piattaforma in direzione est si trova sopra quella in direzione ovest. Erano originariamente servite da ascensori, che scendevano fino a entrambi i livelli.
Nei progetti la linea in direzione est della GNP&BR e quella di profondità della DR diretta verso Mansion House avrebbero dovuto condividere la stessa piattaforma, separandosi per mezzo di uno scambio poco a est della stazione. Le linee in direzione ovest avrebbero invece avuto due piattaforme separate e i loro tracciati si sarebbero riunificati a ovest della stazione. Il progetto della linea di profondità della DR fu abbandonato quando apparve chiaro che l'apertura della nuova linea della GNP&BR verso Piccadilly garantiva una sufficiente riduzione del carico sulla linea District di sub-superficie. Al momento dell'abbandono era stata costruita una sezione di tunnel di circa 40 metri, collegata al vestibolo degli ascensori, che fu in seguito convertita in uffici sotterranei e in una sala di addestramento per segnalatori. Durante la prima guerra mondiale fu utilizzata per custodire oggetti d'arte e porcellane provenienti dal Victoria and Albert Museum e da Buckingham Palace. Durante la seconda guerra mondiale ospitò invece equipaggiamento per individuare bombe cadute nel Tamigi che avrebbero potuto richiedere l'azionamento dei cancelli anti-allagamento di emergenza. Questa sezione sotterranea fu in seguito quasi interamente demolita negli anni settanta durante l'installazione delle scale mobili.
Un nuovo edificio di superficie fu costruito all'angolo di Pelham Street per ospitare gli ascensori, progettato dall'architetto Leslie Green e realizzato nella tipica terracotta rossa color "sangue di bue" utilizzata dalla GNP&BR.
Nei primi anni settanta gli ascensori furono rimpiazzati da scale mobili, con una coppia di scale che consente l'accesso dall'atrio fino a un nuovo vestibolo intermedio, dove si trova un passaggio che lo collega con le piattaforme delle linee Circle e District, e altre tre scale mobili che portano da questo vestibolo a un atrio inferiore che si trova a un livello intermedio fra le due piattaforme della linea Piccadilly, al quale sono collegate da normali scale. L'edificio della GNP&BR fu chiuso e rimase inutilizzato.
Tra il 2021 e il 2022 tutte e cinque le scale mobili sono state sostituite e le piattaforme della linea Piccadilly sono rimaste chiuse fino al termine dei lavori, completati nel giugno 2022.

## Sviluppi futuri
Nel dicembre 2016 la Transport for London ha pubblicato delle proposte di massima per la riqualificazione degli edifici a ovest della stazione e dello spazio su Pelham Street a sud della trincea ferroviaria. Dopo le consultazioni con i residenti della zona, il permesso per i lavori di ristrutturazione della stazione è stato ottenuto nel gennaio 2018, mentre nel 2020 è stata presentata la richiesta per la riqualificazione dell'area circostante. Il progetto prevede la riapertura della vecchia piattaforma n. 1 in direzione est per i servizi delle linee Circle e District, una nuova copertura che si armonizzi con gli storici muri di mattoni originali, l'ampliamento della biglietteria e una scala che colleghi la biglietteria con la nuova piattaforma. Il sottopassaggio pedonale per i musei e le piattaforme delle linee Circle e District saranno rese accessibili per mezzo di un nuovo ingresso su Thurloe Street. In ottica futura, sarà riservato lo spazio per rendere eventualmente accessibili anche le banchine della linea Piccadilly. Nel dicembre 2023 è stata rilasciata la concessione edilizia definitiva e il programma dei lavori è in fase di definizione.

## Strutture e impianti
La stazione è compresa nella Travelcard Zone 1.

## Interscambi
Nelle vicinanze della stazione effettuano fermata numerose linee urbane automobilistiche, gestite da London Buses.
- Fermata autobus

Nelle vicinanze, in Thurloe Street, si trova anche una stazione di bike sharing.

## Nella cultura di massa
South Kensington è una delle due stazioni della metropolitana (l'altra è Sloane Square) menzionata nella canzone "When you're lying awake" dall'operetta Iolanthe di Gilbert e Sullivan.